# Sozialgericht Neubrandenburg

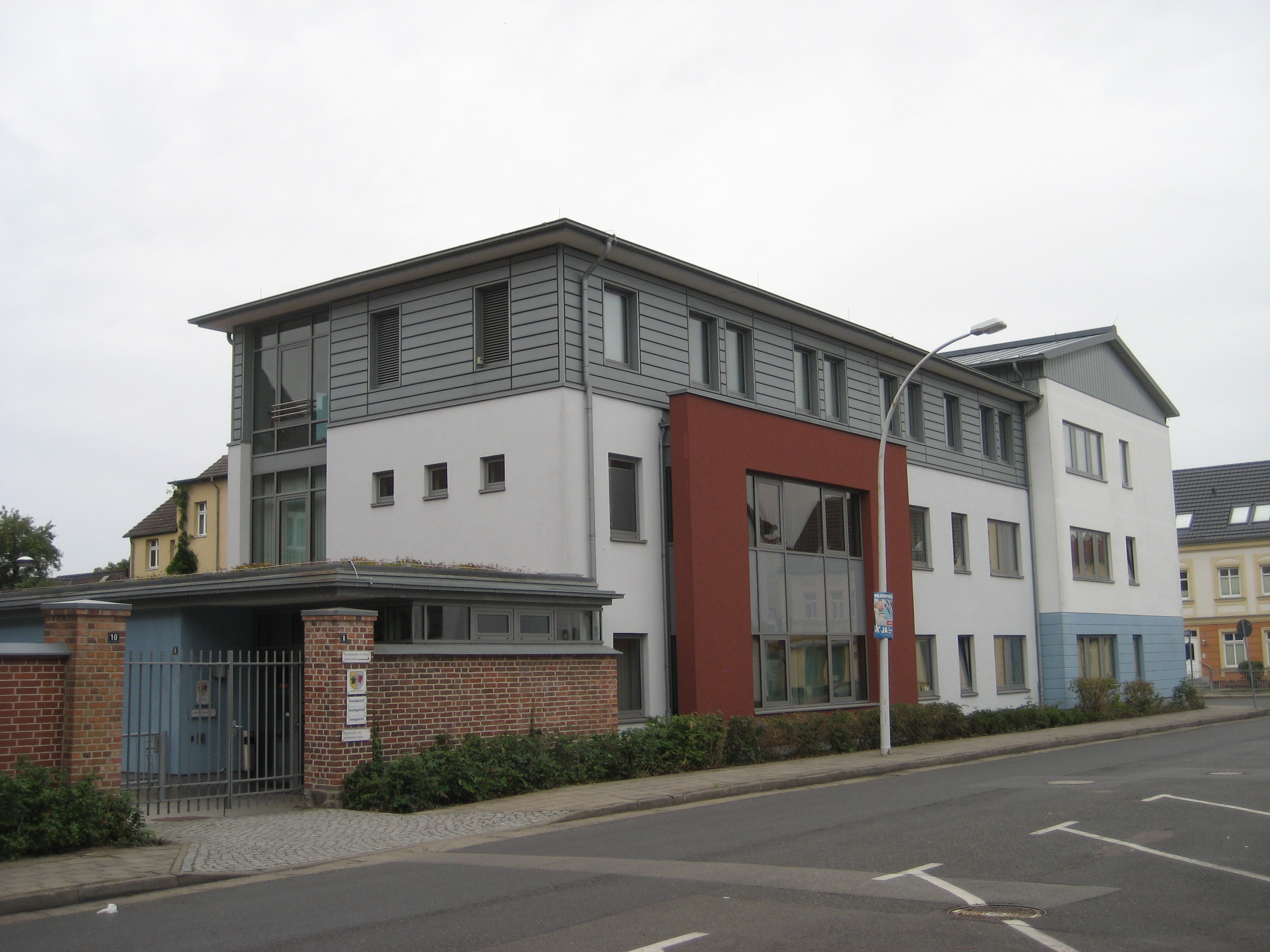
Gebäude des Sozialgerichts Neubrandenburg

Das Sozialgericht Neubrandenburg ist ein Gericht der Sozialgerichtsbarkeit des Landes Mecklenburg-Vorpommern.

## Gerichtssitz und -bezirk
Das Gericht hat seinen Sitz in der Stadt Neubrandenburg.
Der Gerichtsbezirk umfasst das Gebiet des gesamten Landkreises Mecklenburgische Seenplatte und folgender Städte und Gemeinden des Landkreises Vorpommern-Greifswald.
| - Ahlbeck, - Altwarp, - Altwigshagen, - Anklam, - Bargischow, - Bergholz, - Blankensee, | - Boldekow, - Boock, - Brietzig, - Bugewitz, - Ducherow, - Eggesin, - Fahrenwalde, | - Ferdinandshof, - Glasow, - Grambin, - Grambow, - Groß Luckow, - Hammer an der Uecker, - Heinrichswalde, | - Hintersee, - Jatznick, - Koblentz, - Krackow, - Krugsdorf, - Leopoldshagen, - Liepgarten, | - Löcknitz, - Lübs, - Luckow, - Meiersberg, - Mönkebude, - Nadrensee, - Neu Kosenow, | - Nieden, - Papendorf, - Pasewalk, - Penkun, - Plöwen, - Polzow, - Ramin, | - Rollwitz, - Rossin, - Rossow, - Rothemühl, - Rothenklempenow, - Sarnow, - Schönwalde, | - Strasburg (Uckermark), - Torgelow, - Ueckermünde, - Viereck, - Vogelsang-Warsin, - Wilhelmsburg und - Zerrenthin |

## Gebäude
Das Sozialgericht befindet sich in der Gerichtsstraße 8.

## Übergeordnete Gerichte
Dem Sozialgericht Neubrandenburg ist das Landessozialgericht Mecklenburg-Vorpommern mit Sitz in Neustrelitz übergeordnet. Dieses ist dem Bundessozialgericht in Kassel nachgeordnet.